# 1985年亞洲城市象棋名手邀請賽
1985年亞洲城市象棋名手邀請賽，是第二屆亞洲城市象棋名手邀請賽，於1985年12月在新加坡舉行。

## 名次
1. 广州吕钦荣
2. 上海胡荣华
3. 石家庄刘殿中
4. 棉兰苏耿振
5. 泗水余仲明
6. 香港黄福
7. 澳门李锦欢
8. 台北吴贵临
9. 曼谷刘伯良
10. 曼谷谢盖州
11. 新加坡沈云青
12. 香港翁德强
13. 新加坡黄德兴
14. 怡保黎金福
15. 山打根詹国武
16. 马尼拉姚嘉维